# Musikjahr 1545
Liste der Musikjahre

◄◄ | ◄ | 1541 | 1542 | 1543 | 1544 | Musikjahr 1545 | 1546 | 1547 | 1548 | 1549 | ► | ►►

Weitere Ereignisse
Dieser Artikel behandelt das Musikjahr 1545.

## Ereignisse
- Martin Agricola ist Kantor in Magdeburg.
- Benedictus Appenzeller, der seit 1536 Sänger am habsburgischen Hof der Regentin Maria von Ungarn in Brüssel und seit 1537 Leiter der Chorknaben (maître des enfants) ist, wirkt im Sommer 1545 zusammen mit seinen Chorknaben an den Gottesdiensten der Marienbruderschaft in ’s-Hertogenbosch mit.
- Jakob Arcadelt ist seit 30. Dezember 1540 Sänger der Capella Sistina in Rom, wo er (mit Unterbrechungen) bis Juni 1551 bleibt. Der Papst spricht ihm am 22. April 1545 in der Stadt Lüttich, dem Sitz seiner Heimatdiözese, zwei Pfründen zu, und zwar an St. Barthélemy und St. Pierre.
- Pietro Aron ist Mönch in einem Kreuzherrenkloster bei Bergamo. 1545 erlebt er noch die noch die Veröffentlichung seines Buches Lucidario in musica di alcune opinione antiche e moderne, wohl aber nicht mehr jene des undatierten Buches Compendiolo di molti dubbi, segreti, et sentenze intorno al canto fermo et figurato.[1]
- Pierre Attaingnant, der um 1527/1528 eine Variante des Notendrucks erfunden hat, die das Drucken in einem Arbeitsgang erlaubt, veröffentlicht von 1528 bis 1552 mehr als 50 Chansonsammlungen und einige „Tanzbücher“.
- Antoine Barbé hat – nach den Akten der Kathedrale von Antwerpen – von 1527 bis 1562 die Stelle des Kapellmeisters inne.
- Leonardo Barré, ein Schüler von Adrian Willaert in Venedig, ist seit 1537 Sänger der päpstlichen Kapelle in Rom. Diese Anstellung behält er bis 1555.
- Eustorg de Beaulieu, der an der Akademie von Lausanne Theologie studiert und 1540 vor dem Konsistorium seine Prüfung abgelegt hat, ist Pfarrer in Thierrens und Moudon im Kanton Waadt.
- Loys Bourgeois ist spätestens ab 1545 Kantor und Lehrer an der Kathedrale Saint-Pierre in Genf und in der städtischen Pfarrei Saint-Gervais.
- Arnold von Bruck, der seit der zweiten Jahreshälfte 1527 in Wien Kapellmeister des österreichischen Regenten Erzherzog Ferdinand (des späteren Königs und Kaisers Ferdinand I.) war, wird zum Jahresende 1545 vom kaiserlichen Hof in den Ruhestand verabschiedet. Er hält sich danach noch einige Zeit in Wien auf und hat hier das Amt eines Kaplans an einem der Altäre des Stephansdoms; auch komponiert er hier einige Stücke im Auftrag der Domkantorei.
- Joan Brudieu ist Kapellmeister der Kathedrale von La Seu d’Urgell. Diese Position behält er – mit Unterbrechungen – bis kurz vor seinem Tode 1591.
- Jakob Buus ist seit dem 15. Juli 1541 Organist der 2. Orgel des Markusdoms in Venedig.
- Cornelius Canis ist seit Juni 1542 Nachfolger von Thomas Crécquillon als Hofkapellmeister der Grande Chapelle von Kaiser Karl V. in Madrid. Dem wachsenden Ruf von Canis als Komponist folgen prominente Veröffentlichungen seiner Werke.
- Pierre Certon wirkt seit 1529 in Paris an Notre-Dame und ist hier seit 1542 Leiter des Knabenchores.
- Jacobus Clemens non Papa, der Priester der Kathedrale St. Donatian in Brügge ist und am 26. März 1544 probeweise zum Vizekapellmeister (succentor) ernannt wurde, hat dieses Amt bis Juni 1545 inne. Sein Beiname „non Papa“, der zum ersten Mal im Jahr 1542 in einer Manuskriptsammlung des niederländischen Kaufmanns Zeghere de Male erschienen ist, findet sich ab 1545 auf den Titelseiten der Sammlungen seiner Werke beim Antwerpener Verleger Tielman Susato.
- Adrianus Petit Coclico schreibt sich im September 1545 zum Studium an der Universität Wittenberg ein und erteilt hier auch Musikunterricht.
- Francesco Corteccia steht seit dem Jahr 1539 im Dienst der Familie de’ Medici und bekleidet die Stelle des Kapellmeisters am Hofe des Herzogs Cosimo I.
- Thomas Crécquillon ist seit dem Jahr 1540 „maistre de la chapelle“ am Hof von Kaiser Karl V. Die Hofkapelle begleitet den Kaiser auch auf dessen Reisen. Aufenthalte in Deutschland in 1545 sind belegt. Seine Aufenthalte mögen zu der relativ weiten Verbreitung seiner Werke beigetragen haben.
- Wolfgang Dachstein ist seit 1541 Organist am Straßburger Münster und zugleich Musiklehrer am dortigen Gymnasium. Er fügt sich dem Augsburger Interim und bleibt dadurch in seinem Amt. 1545 erscheint seine Bearbeitung des 137. Psalms „An Wasserflüssen Babylon“ in Martin Luthers „Babstschem Gesangbuch“. Erstmals erschienen ist das Kirchenlied im „Teutschen Kirchenampt 1525“.
- Ghiselin Danckerts ist seit 1538 Sänger der päpstlichen Kapelle in Rom. Er wird dieses Amt bis 1565 ausüben.
- Jean De Latre ist seit November 1544 in der Nachfolge von Adam Lauri succentor an der Kirche St. Martin in Lüttich. Er leitet die Kapelle der Kirche fast 20 Jahre lang mit Geschick und Erfolg. Ebenfalls seit 1544 wirkt De Latre als Kapellmeister des Lütticher Fürstbischofs Georg von Österreich, einem humanistisch gesinnten Musikfreund. Hier hat er den Nutzen wichtiger Kontakte zu anderen Künstlern wie Lambert Lombard (1506–1566) und Franciscus Florius (1516–1570) und zu weiteren wichtigen Personen im Umkreis des Bischofs.
- Sixt Dietrich lebt seit 1544 wieder in Wittenberg und überwacht neben seinen Vorlesungen auch die Drucklegung seiner Hymnen bei Georg Rhau, der viele gottesdienstliche Arbeiten von ihm druckt.
- Nicolao Dorati wirkt seit 1543 in der Stadtkapelle von Lucca, zunächst als Posaunist und ab 1557 für über zwanzig Jahre als Kapellmeister.
- Ludovicus Episcopius wirkt ab 19. Oktober 1545 als zangmeester an der Kollegiatkirche St. Servatius in Maastricht. Er bekommt mehrere Benefizien und wird Mitglied der Bruderschaft der Kapläne als einer der scriptores chori. Diese Stellung behält er bis ins Jahr 1566.

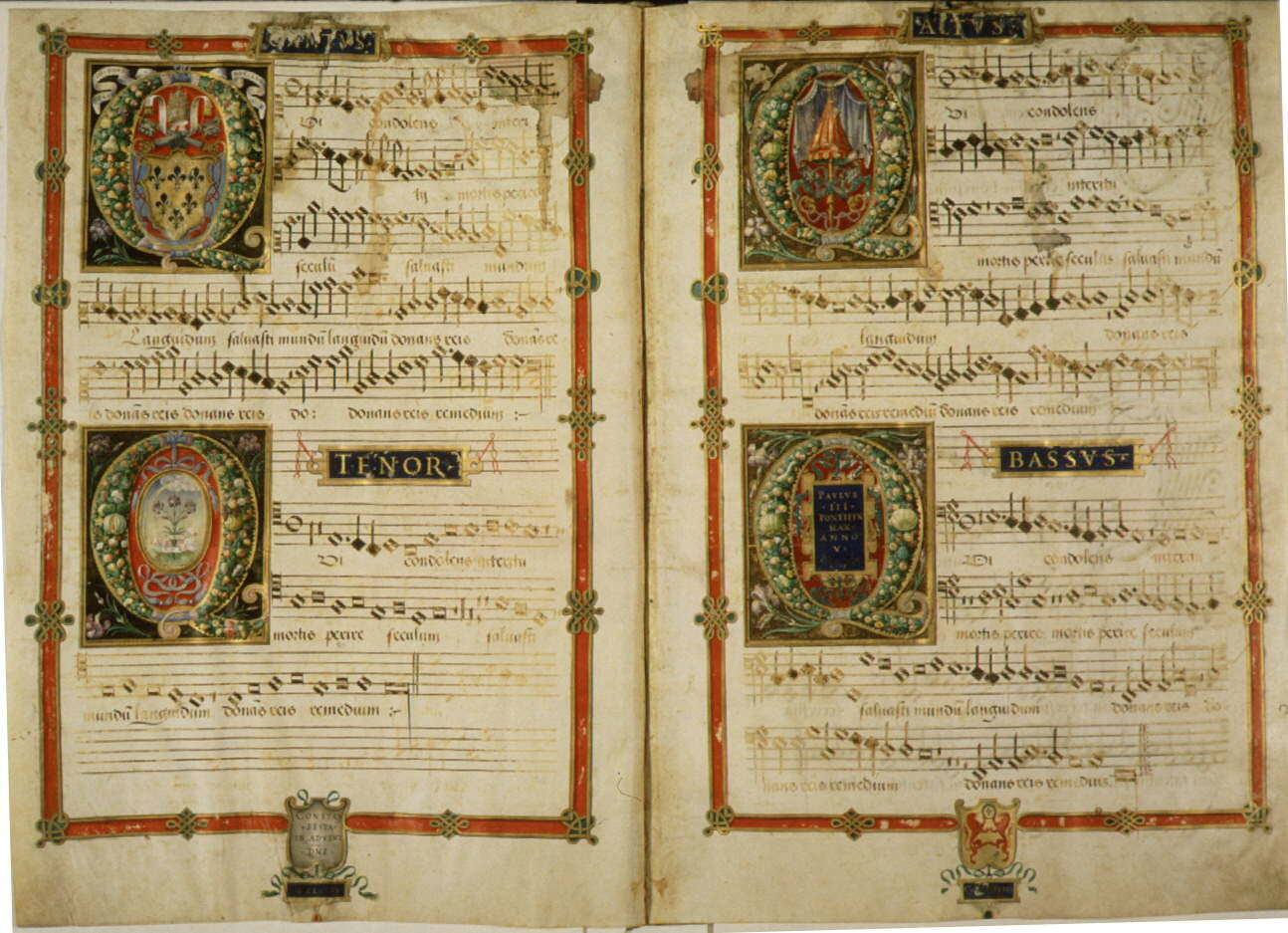
Komposition von Costanzo Festa

- Constanzo Festa, der am 10. April 1545 in Rom stirbt, hinterlässt ein Buch 3-stimmiger Madrigale, ein 4-stimmiges Magnificat, 8-stimmige Litaneien sowie viele Motetten und Madrigale in Sammelwerken.
- Wolfgang Figulus besucht vermutlich seit 1540 und bis 1545 die Schule in Frankfurt (Oder). Um 1545 wird er Kantor in Lübben.
- Hermann Finck immatrikuliert sich 1545 als Student an der Universität Wittenberg, wo er ab 1554 Gesang und Instrumentalmusik lehren wird.
- Georg Forster, der am 27. September 1544 zum Doktor der Medizin in Tübingen promoviert wurde, wirkt zunächst als „gemeiner Stadt Doctor“ von Anfang 1545 bis Ostern 1547 in seiner Heimatstadt Amberg; in diese Zeit fällt seine Verheiratung mit Sabine Portner aus Theuern bei Amberg.
- Guillaume Franc wird 1545 Kantor an der Kathedrale von Lausanne und Lehrer an der Lausanner Akademie.
- Die von Henry Fresneau überlieferten Kompositionen lassen den Schluss zu, dass er seit 1538 und bis 1554 in Lyon gewirkt hat.
- Antonio Gardano, der seit 1532 in Venedig lebt und hier einen Musikverlag und eine Druckerei gegründet hat, gibt zwischen 1538 und 1569 rund 450 Publikationen, vor allem Madrigale und geistliche Musik heraus. Von den noch 388 erhaltenen Drucken sind nur zwei nicht musikalischen Inhalts.
- Nicolas Gombert ist Kanoniker in Tournai, wo er seit 1534 eine kirchliche Sinekure innehat.
- Auf den zehnjährigen Mikołaj Gomółka wird König Sigismund II. August von Polen aufmerksam und nimmt ihn 1545 an seinen Hof.
- Sigmund Hemmel ist seit 1544 Tenorist in der Stuttgarter Hofkapelle von Herzog Ulrich von Württemberg.
- Nikolaus Herman ist Kantor und Lehrer an der Lateinschule in St. Joachimsthal. Hier arbeitet er unter anderem mit Johannes Mathesius zusammen, der dort ab 1532 als Rektor der Schule und ab 1540 als Pfarrer amtiert.
- Gheerkin de Hondt ist seit dem 31. Dezember 1539 Singmeister der Marienbruderschaft (Illustre Lieve Vrouwe Broederschap) in ’s-Hertogenbosch.
- Clément Janequin ist seit 1534 Kapellmeister der Kathedrale von Angers.
- Erasmus Lapicida, der um das Jahr 1521 vom Habsburger Erzherzog Ferdinand I. (Regierungszeit als Erzherzog 1521–1531) am Schottenkloster in Wien eine Präbende verliehen bekam, lebt dort die 26 restlichen Jahre seines Lebens. Der Komponist, der Ferdinand I. im Jahr 1544 wegen seiner Altersschwäche um ein Gnadengeld von 15 Kreuzern gebeten hat, erhält dies bewilligt. Es wird bis zu seinem Tod im Jahr 1547 regelmäßig gezahlt.
- Orlando di Lasso, der im Herbst 1544 seine Heimatstadt im Dienst von Ferrante I. Gonzaga, Vizekönig von Sizilien und Feldherr von Kaiser Karl V. verlassen hat und mit ihm über Fontainebleau zunächst nach Mantua und Genua gereist ist, kommt am 1. November 1545 in Palermo auf Sizilien an. Hier erhält Orlando Zugang zu den Kreisen des heimischen Adels. Auch lernt er auf dieser und den folgenden Reisen durch Italien die dortige Volksmusik und die Improvisation der Commedia dell’Arte kennen, was ihn zu seinen ersten eigenen Kompositionsversuchen anregt.
- Jacotin Le Bel ist Mitglied der Hofkapelle des französischen Königs Franz I.
- Pierre de Manchicourt ist 1545 Kapellmeister und Lehrer der Chorknaben an der Kathedrale von Tournai.
- Jachet de Mantua ist spätestens seit 1535 Magister der Kapellknaben und Kapellmeister an der Kathedrale St. Peter und Paul in Mantua. In Mantua hat er durch seine direkte Unterstellung unter den Kardinal eine Sonderstellung inne. Seine Bekanntheit beruht auch auf zahlreichen Veröffentlichungen seiner Werke, mit der Folge, dass sehr viele zeitgenössische Autoren sich in ihren Schriften mit seinem Wirken auseinandersetzen.
- Cristóbal de Morales beendet 1545 seinen Dienst als Sänger der Sixtinischen Kapelle in Rom und kehrt in die spanische Heimat zurück, wo er als Kapellmeister an der Kathedrale von Toledo wirkt.
- Anton Musa ist seit 1544 Pfarrer in Merseburg, wo er neben dem Predigtamt am Merseburger Dom auch den Dienst im Konsistorium versieht.
- Luis de Narváez steht seit den 1520er Jahren im Dienst von Francisco de los Cobos y Molina (1477–1547), Komtur von León und Sekretär von Kaiser Karl V.; er lebt mit großer Wahrscheinlichkeit in Valladolid mit seinem Dienstherrn bis zu dessen Tod 1547.
- Giovanni Domenico da Nola veröffentlicht 1545 ein erstes, vierstimmiges Madrigalbuch. Es umfasst 29 Kompositionen, 22 davon auf Texte von Petrarca.
- Sebastian Ochsenkun ist seit 1544 Lautenmeister am kurpfälzischen Hof in Heidelberg.
- Giovanni Pierluigi da Palestrina hat die Verpflichtung zur täglichen Leitung des Chorgesangs bei der Feier von Messe, Vesper und Komplet in der Kathedrale San Agapito seiner Heimatstadt Palestrina. Dazu hat er sich am 28. Oktober 1544 in einen Vertrag mit den Kanonikern der Kathedrale verpflichtet. Zu seinen weiteren Aufgaben gehört auch an Festtagen die Orgel zu spielen und außerdem Kanonikern und Chorknaben musikalischen Unterricht zu geben.
- Francesco Patavino ist in Treviso als Kapellmeister tätig.
- Nicolas Payen wirkt seit 1540 in der Hofkapelle von Kaiser Karl V. als clerc d’oratoire und chapelain des hautes messes.
- Dominique Phinot ist – wie zwei Dokumente aus dem Archiv der Stadt Urbino, datiert auf den 26. März 1545 und auf den 20. November 1555, belegen – bei Herzog Guidobaldo II. von Urbino angestellt.
- Matteo Rampollini steht in den Diensten der Medici in Florenz.
- Georg Rhau, der sich Ende 1522 in Wittenberg als Drucker niedergelassen hat, betreibt bis zu seinem Tode hier eine Buchdruckerei. Die Musikdrucke Georg Rhaus sind das bedeutendste Zeugnis für die musikalischen Anschauungen und Absichten des Kreises um Martin Luther.
- Cipriano de Rore hält sich von 1542 bis 1545 sehr wahrscheinlich in Brescia auf und überwacht bei gelegentlichen Reisen nach Venedig dort vielleicht den Druck seiner Madrigal- und Motettenbücher. In der gleichen Zeit entstehen einige Huldigungs-Kompositionen an geistliche und weltliche prominente Personen, von denen sich der Komponist vielleicht eine Anstellung erwartet.
- François Roussel, der möglicherweise als Sängerknabe nach Rom gelangte, ist seit 1544 Musiker im Gefolge des Kardinals Alessandro Farnese.
- Pierre Sandrin, der Doyen des Klosterkapitels von Saint-Florent-de-Roye in der Picardie war, ist seit 1543 Doyen in der Chapelle Royale.
- Leonhart Schröter besucht von 1545 bis 1547 die Fürstenschule in Meißen.
- Claudin de Sermisy ist Mitglied der Hofkapelle von König Franz I. von Frankreich. Ab dem Jahr 1533 ist der Komponist als sous-maître über alle Musiker der königlichen Kapelle tätig; die administrative Leitung hat Kardinal François de Tournon, ein enger Vertrauter des Königs. Als sous-maître leitet de Sermisy die Aufführungen der etwa 40 erwachsenen Sänger und sechs Chorknaben, welche die königliche Kapelle während der 1530er und 1540er Jahre besitzt; darüber hinaus ist er für das Wohl der Knaben verantwortlich und hat die Aufsicht über die liturgischen und musikalischen Bücher der Kapelle. Er übt dieses Amt bis etwa 1553 aus und teilt sich den Titel und die Aufgaben 1543–1547 mit Louis Hérault de Servissas.

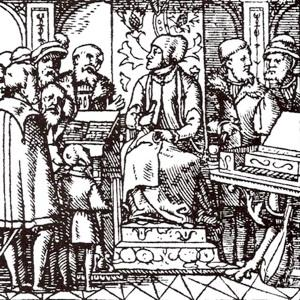
Holzschnitt von Tielman Susato, der eines seiner Werke zum Verkauf anbietet

- Tielman Susato, der 1543 in Antwerpen ein dreijähriges Druckerprivileg erhalten hat und hier eine Druckerei eröffnet hat, bringt in den Jahren zwischen 1543 und 1561 drei Bände mit Messkompositionen heraus, 19 Motetten- und 22 Chansonbücher, darüber hinaus eine Serie mit elf Bänden Musyck Boexken. Seine Publikationen sind in der Mehrheit Sammelbände mit Werken mehrerer Komponisten. 1545 veröffentlicht er Einzeldrucke mit Werken von Josquin Desprez (Le Septiesme Livre, 1545) und Pierre de Manchicourt (Le Neufiesme Livre des chansons, 1545). Von ihm selbst erscheint 1545 nach einer eigenen Motette die Parodiemesse „In illo tempore“. Seit 1531 ist Susato Mitglied der Antwerpener Stadtmusikanten; er spielt die Instrumente Flöte, Blockflöte, Krummhorn, Feldtrompete und Posaune und hat vielleicht auch die abendlichen Andachten der Bruderschaft begleitet.
- Thomas Tallis, der 1543 zum „Gentleman of the Chapel Royal“ – also zum „Gentleman“ der Königlichen Kapelle ernannt wurde, bekleidet dieses Amt in den folgenden 40 Jahre.
- Giuliano Tiburtino ist 1545 Sänger in der päpstlichen Kapelle.
- Gérard de Turnhout wird um das Jahr 1545 Chorsänger an der Liebfrauenkirche in Antwerpen.
- Christopher Tye, der an der Universität Cambridge studierte und dort und in Oxford im Fach Musik promovierte, ist seit ca. 1543 Master of the Choristers an der Kathedrale von Ely und hat diese Stellung bis 1561 inne.
- Hubert Waelrant wirkt von 1544 bis 1545 etwa ein Jahr lang bei den Abendandachten und Messen in der Liebfrauenkathedrale und in der St. Jakobskirche in Antwerpen als Tenorsänger mit.
- Adrian Willaert ist seit dem 12. Dezember 1527 Domkapellmeister zu San Marco in Venedig. Der Komponist behält dieses Amt 35 Jahre lang bis zu seinem Tod; erst durch sein Wirken bekommt diese Stelle ihre in ganz Europa herausragende Bedeutung.

## Vokalmusik

### Geistlich
- Benedictus Appenzeller
  - Motette Benedic domine domum istam, Augsburg
  - Motette Corde et animo Christe canamus zu fünf Stimmen, Augsburg
  - Motette Musae Iovis ter maximi zu vier Stimmen, Antwerpen: Noten und Audiodateien im International Music Score Library Project
  - Motette Peccantem me quotidiae et non penitentem zu vier Stimmen, Augsburg
- Valentin Babst – Geistliche Lieder, Leipzig
- Pierre Certon – 31 Psalmes: Noten und Audiodateien im International Music Score Library Project
- Sixt Dietrich – Christ ist erstanden
- Georg Forster – Motette Timete Dominum zu zwei Stimmen, Wittenberg
- Johannes Galliculus – Propriumsmesse für Weihnachten zu vier Stimmen, Wittenberg
- Antonio Gardano (Hrsg.) – Musica quatuor vocum, liber secundus; darin:
  - Adrian Willaert: Pater noster, Ave Maria: Noten und Audiodateien im International Music Score Library Project
- Damião de Góis – Surge propera amica mea: Noten und Audiodateien im International Music Score Library Project
- Nicolas Gombert
  - Motette In illo tempore intravit Jesus zu fünf Stimmen
  - Motette Musae Jovis zu sechs Stimmen
  - Motette In Josquinum a Prato: Noten und Audiodateien im International Music Score Library Project
- Melchior Kriesstein – Cantiones septem, sex et quinque vocum (32 Motetten): Noten und Audiodateien im International Music Score Library Project
- Cristóbal de Morales
  - Motette Asperges me, Domine: Noten und Audiodateien im International Music Score Library Project
  - Magnificat cum 4 vocibus, Liber 1: Noten und Audiodateien im International Music Score Library Project
- Nicolas Payen – Motette Carole cur defles zu vier Stimmen, auf den Tod von Königin Isabella
- Georg Rhau (Hrsg.) – Officiorum (ut vocant) de Nativitate etc., Tome 1, Wittenberg: Noten und Audiodateien im International Music Score Library Project
- Cipriano de Rore – Motetten zu fünf Stimmen; darin:
  - Motetta zu fünf Stimmen
  - Motette Nunc cognovi, Domine: Noten und Audiodateien im International Music Score Library Project
- Tielman Susato
  - Liber I [-III] missarum zu vier bis fünf Stimmen, Antwerpen 1545/46
  - Domine da nobis zu vier Stimmen
  - In illo tempore zu fünf Stimmen

### Weltlich
- Benedictus Appenzeller
  - Chanson Fors vous n’entens jamais zu fünf Stimmen, Antwerpen
  - Chanson Je pers espoir voyant le cueur zu fünf Stimmen, Antwerpen
  - Chanson Paine et travail zu sechs Stimmen, Antwerpen
  - Chanson Si je me plains hellas zu fünf Stimmen, Antwerpen
  - Chanson Pleusist a dieu quy crea zu fünf Stimmen, teilweise Appenzeller zugeschrieben, Antwerpen; teilweise Jean Courtois († vor 1567)
- Pierre Attaingnant (Hrsg.) – 29 Chansons nouvelles, Livre 16: Noten und Audiodateien im International Music Score Library Project; darin:
  - Anonymous – Misericorde au pauvre langoureulx: Noten und Audiodateien im International Music Score Library Project
- Giovanni Thomaso Cimello
  - Canzona L'amor' e come male destinato: Noten und Audiodateien im International Music Score Library Project
  - Villanella Venimo tre soldati: Noten und Audiodateien im International Music Score Library Project
- Thomas Crécquillon
  - Chanson Alix avoit mal aux dens: Noten und Audiodateien im International Music Score Library Project
  - Chanson Amour partez: Noten und Audiodateien im International Music Score Library Project
- Josquin Desprez
  - Chanson Allégez moy: Noten und Audiodateien im International Music Score Library Project
  - Chanson Incessamment livré suis au martyre: Noten und Audiodateien im International Music Score Library Project
  - Chanson Petite camusette: Noten und Audiodateien im International Music Score Library Project
  - Chanson Plaine de dueil et de melancolye: Noten und Audiodateien im International Music Score Library Project
- Gian Domenico del Giovane da Nola – Madrigali zu vier Stimmen
- Nicolas Gombert
  - Chanson En attendant l’espoir zu sechs Stimmen
  - Chanson Or escoutez gentil veneurs zu vier Stimmen (La chasse du lièvre)
  - Chanson Resveillez vous cueurs endormis zu drei Stimmen (Le chant des oyseaux)
- Damien Havericq – Chanson Ayez pitié de vostre amant: Noten und Audiodateien im International Music Score Library Project
- Clément Janequin
  - Chanson Au premier jour du joly moys de may: Noten und Audiodateien im International Music Score Library Project
  - Chanson J’ay double dueil qui vivement me poinct: Noten und Audiodateien im International Music Score Library Project
  - Chanson O dur amour qui cueurs humains faict cuyre: Noten und Audiodateien im International Music Score Library Project
  - Chanson Un jour Catin: Noten und Audiodateien im International Music Score Library Project
  - Chanson Ung pélerin que les Turcs avoient pris: Noten und Audiodateien im International Music Score Library Project
- Jean Lecocq
  - Chanson Deuil et ennuy zu fünf Stimmen
  - Chanson Sy des haulx cieulx zu fünf Stimmen
  - Chanson Si par souffrir zu fünf Stimmen
- Agostino Licino – Primo libro di duo cromatici: Noten und Audiodateien im International Music Score Library Project
- Pierre de Manchicourt – Einzeldruck Le neufiesme livre des chansons a quatre parties, auquel sont contenues vingt et neuf chansons nouvelles: Noten und Audiodateien im International Music Score Library Project, Antwerpen bei Tilman Susato, darin:
  - Ayme qui vouldra: Noten und Audiodateien im International Music Score Library Project
  - Damours me vient: Noten und Audiodateien im International Music Score Library Project
  - Du fond de ma pensée: Noten und Audiodateien im International Music Score Library Project
  - Je changeray: Noten und Audiodateien im International Music Score Library Project
  - Las qu'on congnust mon voloir: Noten und Audiodateien im International Music Score Library Project
  - Voyant souffrir: Noten und Audiodateien im International Music Score Library Project
- Georg Rhau (Hrsg.)
  - Bicinia gallica, latina, germanica, Tomus 1, Wittenberg: Noten und Audiodateien im International Music Score Library Project
  - Bicinia gallica, latina, germanica, Tomus 2, Wittenberg: Noten und Audiodateien im International Music Score Library Project; darin:
    - Pierre de Manchicourt – Doulce mémoire: Noten und Audiodateien im International Music Score Library Project
    - Anonymous – Omnes qui transitis pervias: Noten und Audiodateien im International Music Score Library Project
    - Anonymous – Pleni sunt celi: Noten und Audiodateien im International Music Score Library Project
- Vincenzo Ruffo – Li madrigali a notte negre zu vier Stimmen, Venedig
- Tilman Susato (Hrsg.)
  - 31 Chansons nouvelles a cincq et a six parties, Livre 6: Noten und Audiodateien im International Music Score Library Project
    1. Adrian Willaert: Joyssance vous donneray
    2. Anonymous: Dame liesse de noble confidence
    3. Thomas Crecquillon: Je suis aymé de la plus belle: Noten und Audiodateien im International Music Score Library Project
    4. Jean Larchier: Je vois plusieurs en acoutant
    5. Jean Larchier: Si je la tiens leaulté ("Responce")
    6. Adrian Willaert: A la fontaine du pres margo
    7. Nicolas Gombert: En attendant l espoir de ma maistresse
    8. Pierre de Manchicourt: Allons allons gay gayement ma mignonne
    9. Noel Bauldeweyn: En douleur en tristesse languiray ge
    10. Jean Lecocq: Sy des haulx cieulx qui a gouvernement
    11. Adrian Willaert: Mon cueur mon corps mon ame & mon avoir
    12. Jean Mouton: La rousé du moys de may: Noten und Audiodateien im International Music Score Library Project
    13. Benedictus Appenzeller: Paine & travail me font incessamment
    14. Jean Lecocq: Si par souffrir l on peult vaincre fortune
    15. Benedictus Appenzeller: Se je me plains hellas je n ay pas tort
    16. Tielman Susato: Contre raison vous m estes fort estrange
    17. Jean Lecocq: Dueil & ennuy souci regretz & paine
    18. Jean Courtois: Tout jour leal a ma maistresse
    19. Benedictus Appenzeller: Je pers espoir voyant que le malheur
    20. Jean Courtois: En ce gracieulx mois de may
    21. Anonymous: Congié je prens du lieu de ma naissance
    22. Thomas Crecquillon: Mort ma privé par sa cruelle envye
    23. Thomas Crecquillon: Oeil esgaré mon cueur de toy faict plaincte
    24. Thomas Crecquillon: Belle donné moy ung regard
    25. Thomas Crecquillon: Le monde est tel pour le present
    26. Thomas Crecquillon: Si me tenez tant de rigueur: Noten und Audiodateien im International Music Score Library Project
    27. Philip van Wilder: Du bon du coeur ma chiere dame: Noten und Audiodateien im International Music Score Library Project
    28. Benedictus Appenzeller: Pleusist a Dieu qui crea tout le monde
    29. Benedictus Appenzeller: Fors vous n entens jamais avoir maistresse
    30. Tielman Susato: Pour ung plaisir que si peu dure
    31. Tielman Susato: Si de present peine j endure ("Responce")

  - Le Dixiesme livre des chansons: Noten und Audiodateien im International Music Score Library Project
    - Clément Janequin: Escoutez tous gentilz galloys, 'La battaille' (zu 4 oder 5 Stimmen)
    - Anonymous: La Chasse de Lieure. (4 Stimmen)
    - Nicolas Gombert: La Chasse de Lieure. (4 Stimmen)
    - Nicolas Gombert: Le chant des oyseaux (3 Stimmen)

  - Le huitiesme livre des chansons, darin:
    - Jacobus Clemens non Papa – Frisque et gaillard: Noten und Audiodateien im International Music Score Library Project
    - Thomas Crécquillon – Or sus à coup: Noten und Audiodateien im International Music Score Library Project
- Adrian Willaert
  - Canzone Villanesche alla Napolitana: Noten und Audiodateien im International Music Score Library Project
    - Adrian Willaert: Sempre mi ride sta: Noten und Audiodateien im International Music Score Library Project
    - Adrian Willaert: O dolce vita mia: Noten und Audiodateien im International Music Score Library Project
    - Adrian Willaert: Madonna io non lo so perché lo sai: Noten und Audiodateien im International Music Score Library Project
    - Adrian Willaert: Cingari simo venite a giocare: Noten und Audiodateien im International Music Score Library Project
    - Adrian Willaert: Vecchie letrose: Noten und Audiodateien im International Music Score Library Project
    - Adrian Willaert: Madonna mia famme bon' offerta: Noten und Audiodateien im International Music Score Library Project
    - Francesco Silvestrino: Se mille volte ti vengh'a vedere: Noten und Audiodateien im International Music Score Library Project
    - Francesco Silvestrino: O Dio se vede chiaro cha te moro: Noten und Audiodateien im International Music Score Library Project
    - Adrian Willaert: Un giorno me pregò una vedovella
    - Francesco Silvestrino: Si come bella sei fosti pietosa: Noten und Audiodateien im International Music Score Library Project
    - Adrian Willaert: A quand'a quand' havea una vicina: Noten und Audiodateien im International Music Score Library Project
    - Adrian Willaert: O bene mio fa famm’uno favore: Noten und Audiodateien im International Music Score Library Project
    - Francesco Corteccia: Madonna io t'aggi amat'ed amo assai: Noten und Audiodateien im International Music Score Library Project; 2. Teil: Anonymous: Madonna mia io son un poverello: Noten und Audiodateien im International Music Score Library Project
    - Adrian Willaert: Sospiri miei d'ahimè: Noten und Audiodateien im International Music Score Library Project
    - Francesco Corteccia: Le vecchie per invidia sono pazze: Noten und Audiodateien im International Music Score Library Project

## Musiktheoretische Schriften
- Martin Agricola – Musica instrumentalis deutsch, Wittenberg (2. erweiterte Auflage von Agricola 1528)
- Pietro Aron – Lucidario in musica di alcune opinione antiche e moderne, Venedig (Digitalisat im Internet Archive)
- Siegmund Salminger – Gradatio sive scala principiorum artis musicae, Augsburg: Noten und Audiodateien im International Music Score Library Project (um 1545)

## Geboren

### Genaues Geburtsdatum unbekannt
- Bernhard Klingenstein, deutscher Komponist und Domkapellmeister († 1614)
- Luzzasco Luzzaschi, italienischer Komponist und Organist († 1607)

### Geboren um 1545
- Simone Gatto, italienischer Kapellmeister und Komponist († 1595)
- Anthony Holborne, englischer Komponist († 1602)
- Jakub Reys, polnischer Lautenist und Komponist († um 1605)
- Jan van Turnhout, franko-flämischer Komponist und Kapellmeister († nach 1618)
- Nicasio Zorita, spanischer Kapellmeister und Komponist († 1593)

## Gestorben

### Todesdatum gesichert
- 10. April: Costanzo Festa, italienischer Komponist (* 1490)
- 18. Oktober: John Taverner, englischer Komponist (* um 1490)

### Genaues Todesdatum unbekannt
- Giovanni Lanfranco, italienischer Organist und Musiktheoretiker (* um 1490)

### Gestorben nach 1545
- Pietro Aron, italienischer Musiktheoretiker und Komponist (* um 1480)